# Finale
Finale — нотный редактор, разработанный компанией MakeMusic.

## История
Первая версия программы (Finale 1.0) появилась в 1988 году, её создал американский программист Фил Фарранд. После версии 3.7 разработчики изменили способ нумерации и, начиная с 1997 года, новые версии называют согласно году их выпуска (например, Finale 2007).

## Использование
Finale и его основной конкурент Sibelius широко используются в профессиональном создании нотных текстов для издательских и образовательных учреждений, а также музыки для кино, телевидения и театра, и ряда других целей.

## Возможности программы
Finale позволяет записывать музыку, используя стандартную музыкальную нотацию, однако в поздних версиях возможно и добавление аудиодорожки. Записанные нотные тексты можно прослушивать (при этом используются MIDI-инструменты), сохранять в файлы формата .mus и делать распечатки партитур. Finale позволяет экспортировать музыкальные данные в midi-формат, записывать музыку в аудиофайлы и сохранять нотные данные в растровых (TIFF) и векторных (EPS) графических форматах.
Возможен запуск Finale версии 26 под Linux с помощью Wine.